# Patrick Jørgensen
Patrick Jørgensen (Copenhaga, 31 de maio de 1991) é um esgrimista dinamarquês de espada, medalhista de bronze no Campeonato Mundial de 2015 e prata no Campeonato Europeu de 2019.

## Carreira
No Campeonato Mundial de 2015, situado em Moscovo, Jørgensen, que na época estava classificado na centésima segunda posição do ranking mundial, surpreendeu ao derrotar os medalhistas olímpicos Gábor Boczkó e Bartosz Piasecki. Contudo, ele foi derrotado na semifinais pelo francês Gauthier Grumier. Com os resultados, Jørgensen conquistou a medalha de bronze no evento individual, a primeira conquista significativa de sua carreira e a primeira medalha dinamarquesa em um evento masculino no mundial desde Mogens Lüchow em 1950.
No Campeonato Europeu de 2019, Jørgensen integrou a equipe dinamarquesa de espada que surpreendeu ao vencer Ucrânia, Suíça e Estônia; contudo, a Dinamarca terminou com o vice campeonato ao ser derrotada por um toque na decisão contra a Rússia.